# U-Bahn-Station Altes Landgut

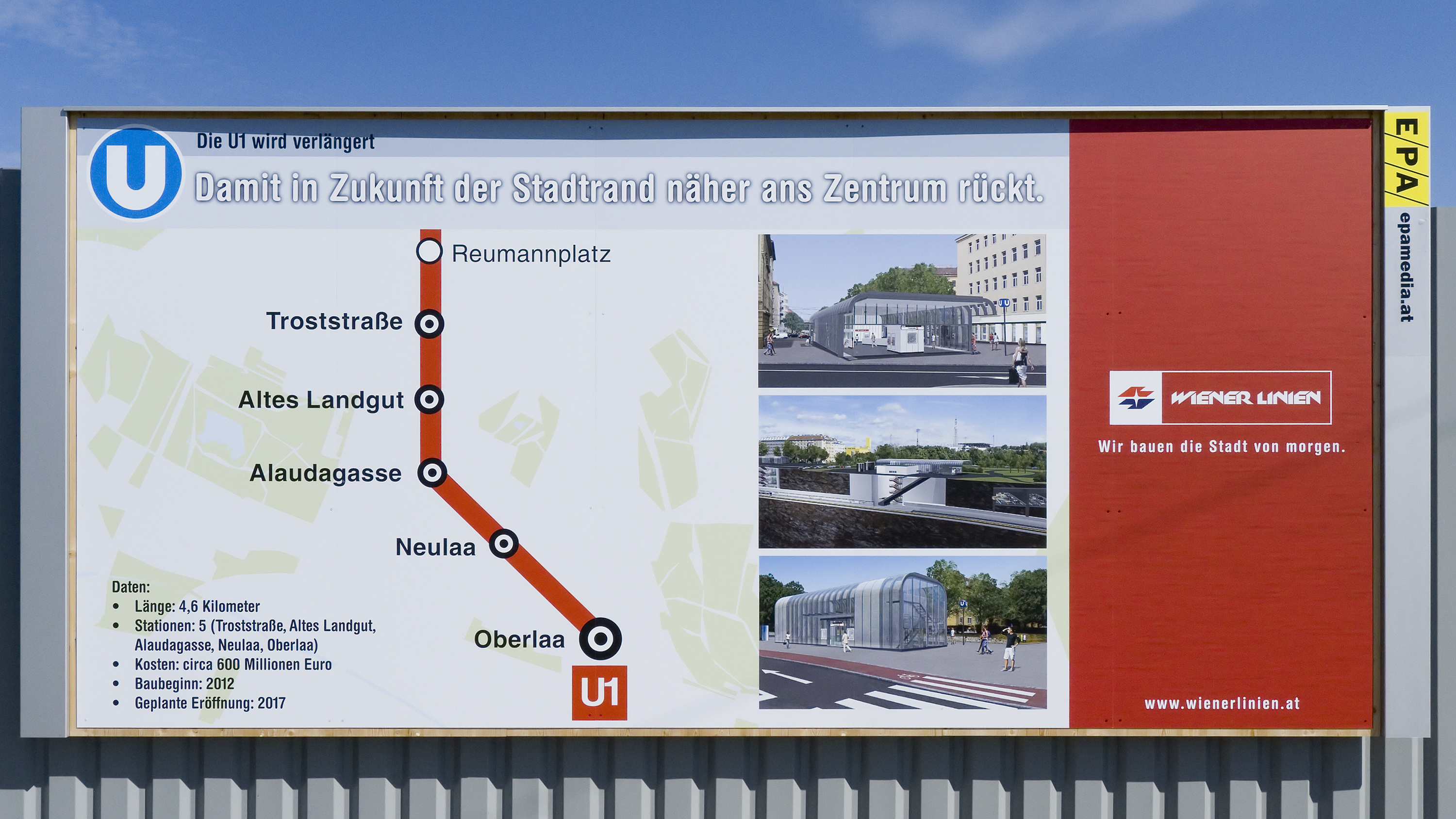
Die südliche Verlängerung der U1, Informationstafel

Die U-Bahn-Station Altes Landgut ist eine Station der Linie U1 im 10. Wiener Bezirk Favoriten. Die Eröffnung erfolgte am 2. September 2017. Sie ist Teil der Verlängerung der U1 vom Reumannplatz nach Oberlaa.

## Stationsanlage
Die Station Altes Landgut wurde ca. 1,6 km südlich des Reumannplatzes in Tieflage unter dem Platz namens Altes Landgut, in Meldungen für den Autoverkehr als Verteilerkreis Favoriten bekannt, und unter der Favoritenstraße errichtet. Sie befindet sich zwischen den Stationen Troststraße und Alaudagasse. Der Name stammt von einer um 1900 demolierten Gastwirtschaft am Nordhang des Laaer Berges. Der heutige Platz befindet sich auf der Kuppe des Berges, daher handelt es sich, was die Seehöhe betrifft, um die höchstgelegene Station der U1 bzw. des gesamten Wiener U-Bahn-Netzes. Da die U-Bahn-Trasse im Bereich der Station den Laaerbergtunnel der Südosttangente unterfährt, liegen die Gleise außerdem rund 30 Meter unter der Oberfläche, ebenfalls ein Rekord im gesamten Netz. Die beiden Gleise samt Bahnsteigen befinden sich in getrennten Röhren, die an den Enden miteinander verbunden sind. Der südliche Ausgang führt in den Verteilerkreis, der nördliche in die stadteinwärts verlaufende Favoritenstraße.
Die Station bedient den FH Campus Wien, das Fußballstadion des FK Austria Wien, die Generali Arena und das Sommerbad Laaerbergbad, alle drei in unmittelbarer Nähe. Weiters kann man hier (wie zuvor von der Straßenbahnlinie 67) in die Autobuslinie 15A umsteigen, die die Route der U1 quert und Meidling (U6) tangential mit Simmering (U3) verbindet. Unmittelbar östlich an das südliche Aufnahmsgebäude anschließend befindet sich auf einem Grundstück der ASFINAG im Verteilerkreis Favoriten ein großer Parkplatz eines privaten Anbieters, der insbesondere von Tagespendlern aus dem Süden Wiens für „Park & Ride“ benützt wird.
Zum geplanten Bau eines neuen Stadtteils um die U-Bahn-Station bzw. den Verteilerkreis wurde im Frühjahr 2014 eine Presseaussendung des Planungsressorts der Wiener Stadtverwaltung publiziert. Ende 2015 gab Projektpartner Asfinag bekannt, dass der Bau des neuen Stadtteils aus wirtschaftlichen Erwägungen um einige Jahre verschoben wird.
Im Jahr 2020 wurde eine Brake Energy-Anlage als zweite dieser Art in Wien in Betrieb genommen. Dabei wird die Bremsenergie der einfahrenden Züge nicht nur zurück in das Bahnnetz gespeist, sondern über einen Wechselrichter auch zur Spannungsversorgung der Stationseinrichtungen, wie Beleuchtung, Rolltreppen o. ä., verwendet.

## Ausgestaltung
Im Verteilergeschoß der Station wurden die Wände der Rolltreppenanlage durch den Schweizer Computerkünstler Yves Netzhammer mit dem großformatigen Wandbild Gesichtsüberwachungsschnecken versehen. Die insgesamt 63 stilisierten Porträts sind eine spielerische Hommage an die Vielfalt der Menschen und an die allgegenwärtige Überwachung durch Gesichtserkennung. Es sind humorvolle Darstellungen mit vielen liebevollen Details. Die Zeichnungen wurden mittels Folienschablonen-Technik und einem speziellen Interferenz-Lack (einem sogenannten Flip-Flop-Effektlack) auf den Metallplatten angebracht. Der Flip-Flop-Lack führt dazu, dass die Farbigkeit aus unterschiedlichen Blickwinkeln anders wahrgenommen wird; die Zeichnungen scheinen sich daher beim Vorbeifahren auf der Rolltreppe zu verändern.
Ebenfalls im Verteilergeschoß befindet sich eine kleine Figur der hl. Barbara, der Schutzpatronin der Bergleute.

## Galerie

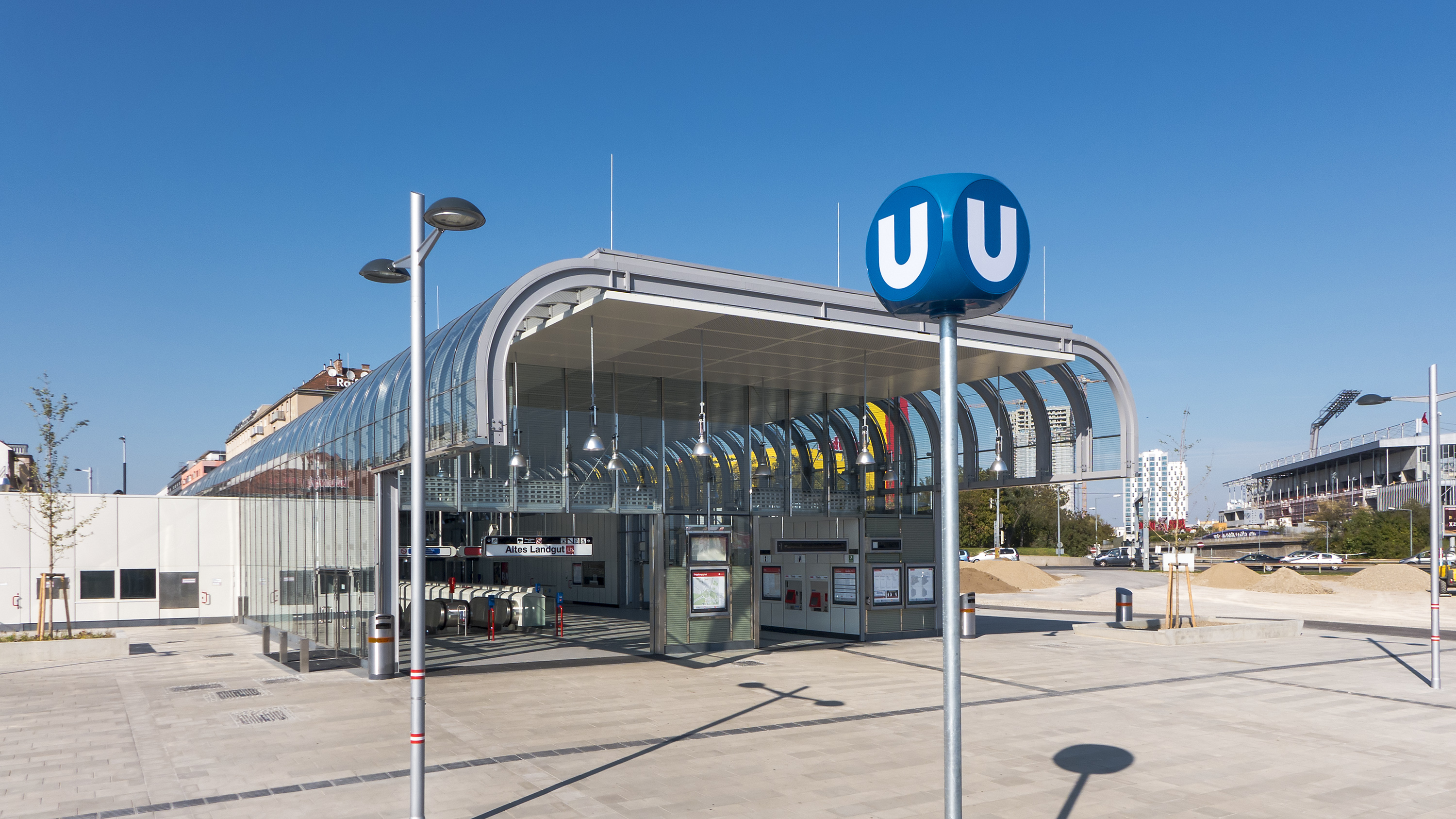
Aufnahmsgebäude Süd
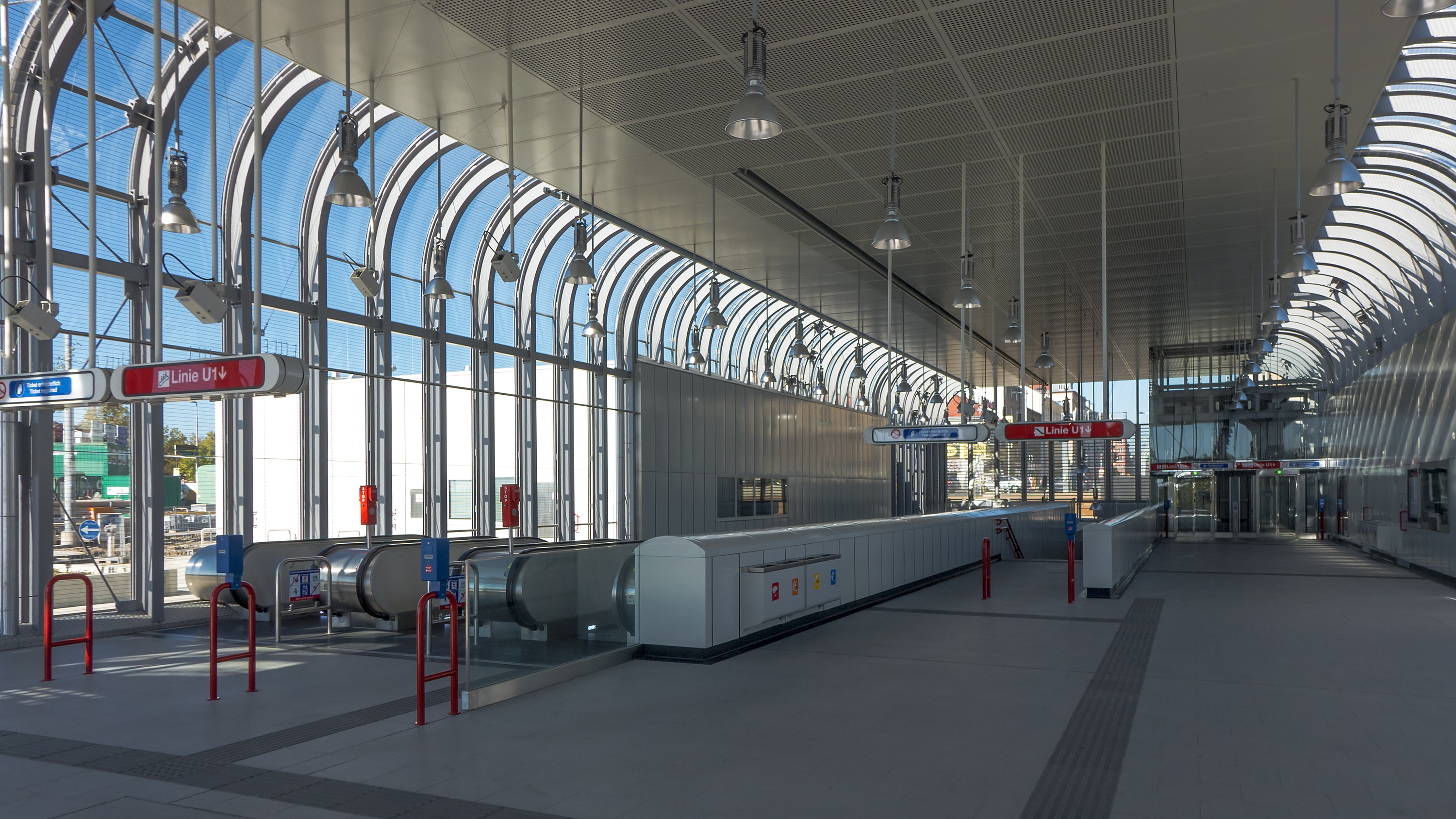
Aufnahmsgebäude Süd, innen
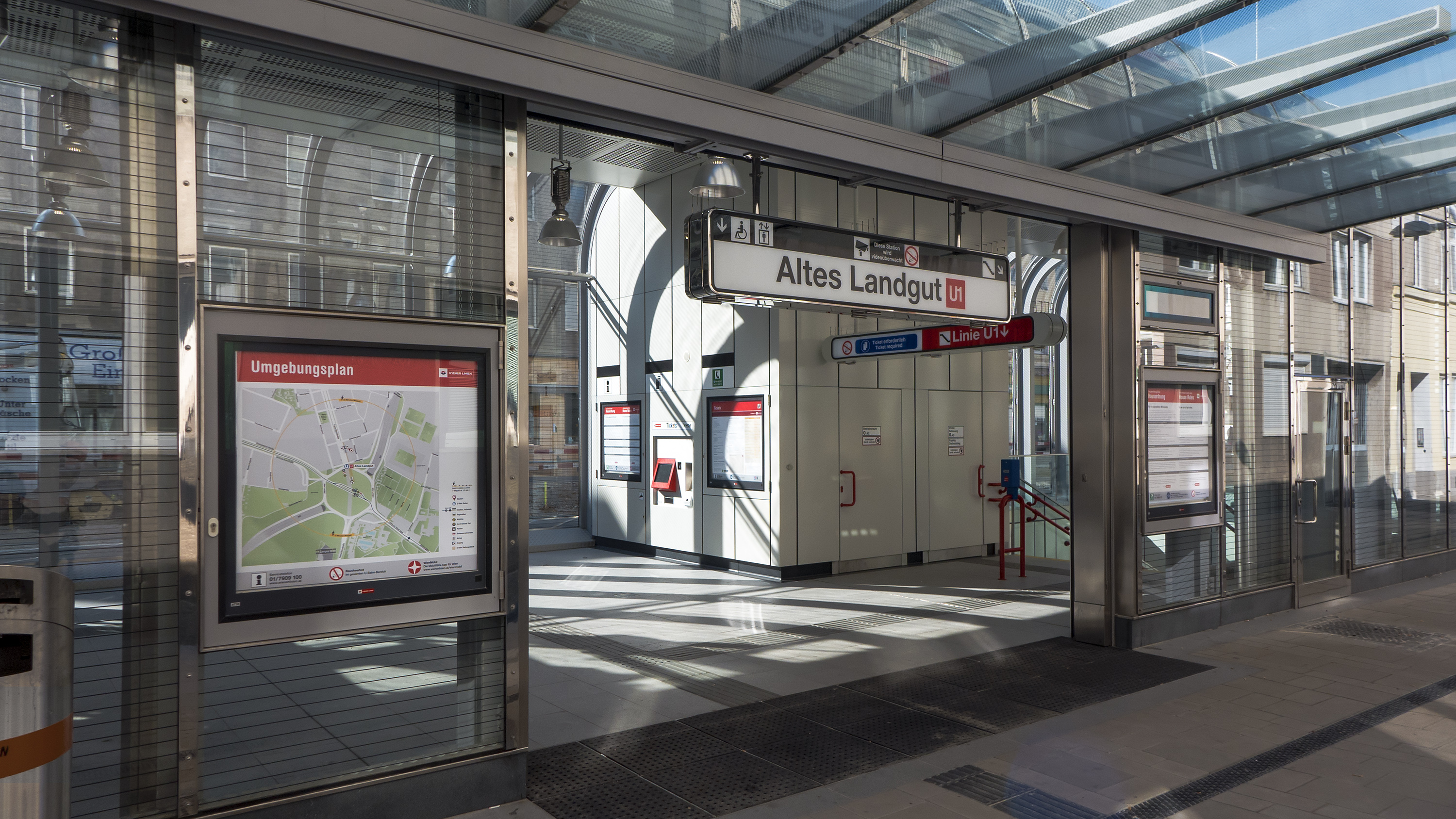
Aufnahmsgebäude Nord
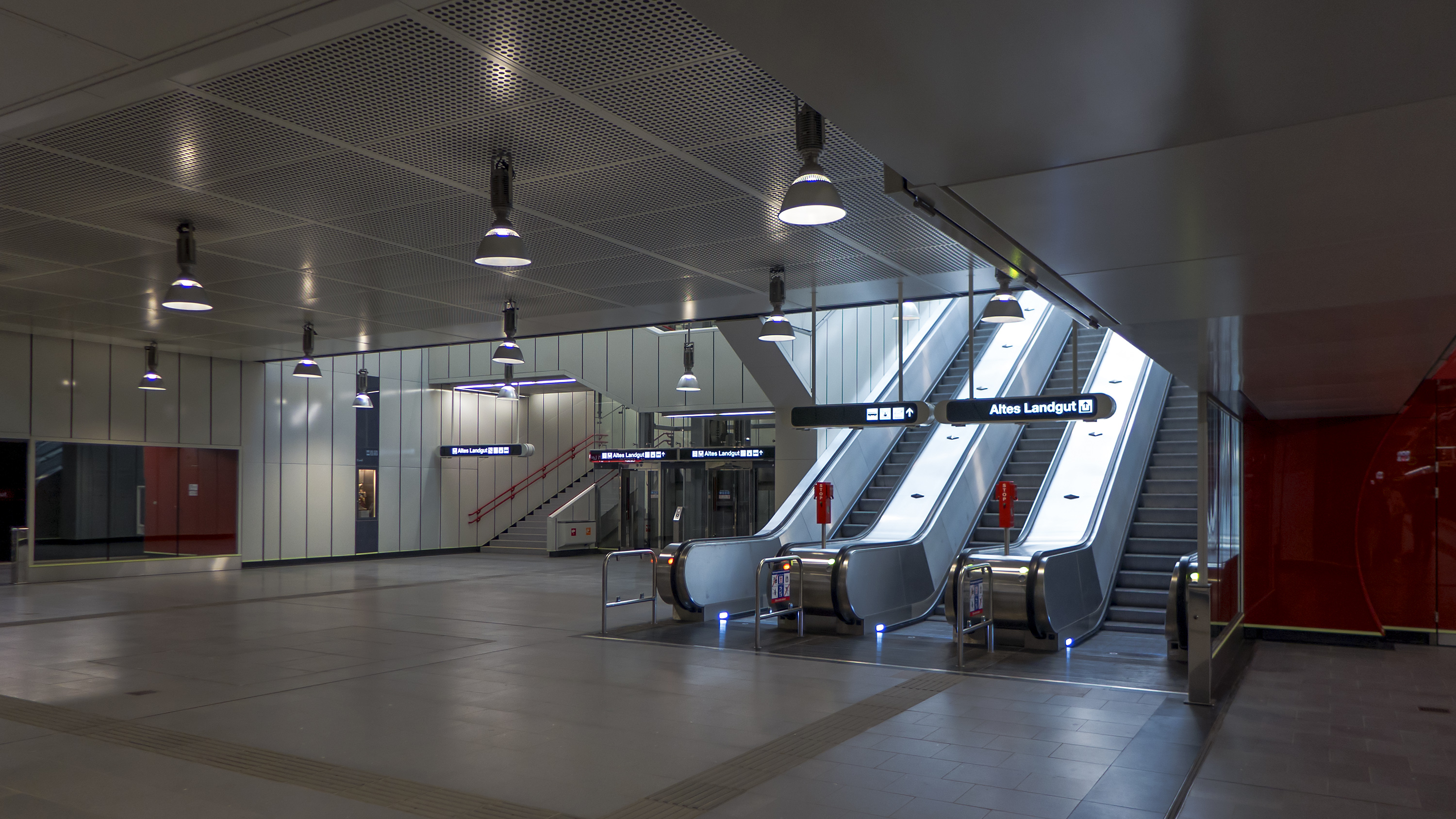
Verteilergeschoß
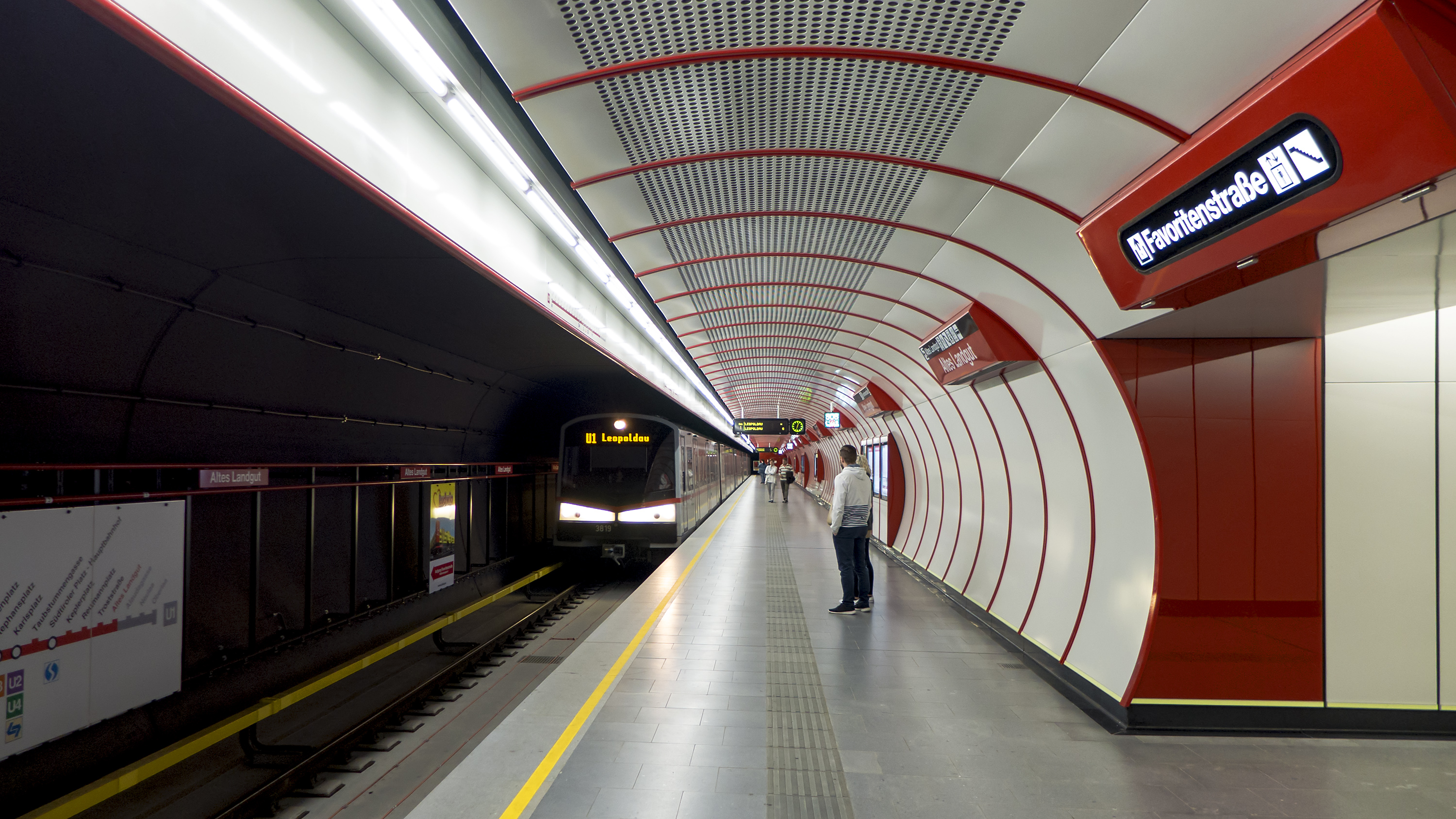
Bahnsteig Fahrtrichtung Leopoldau
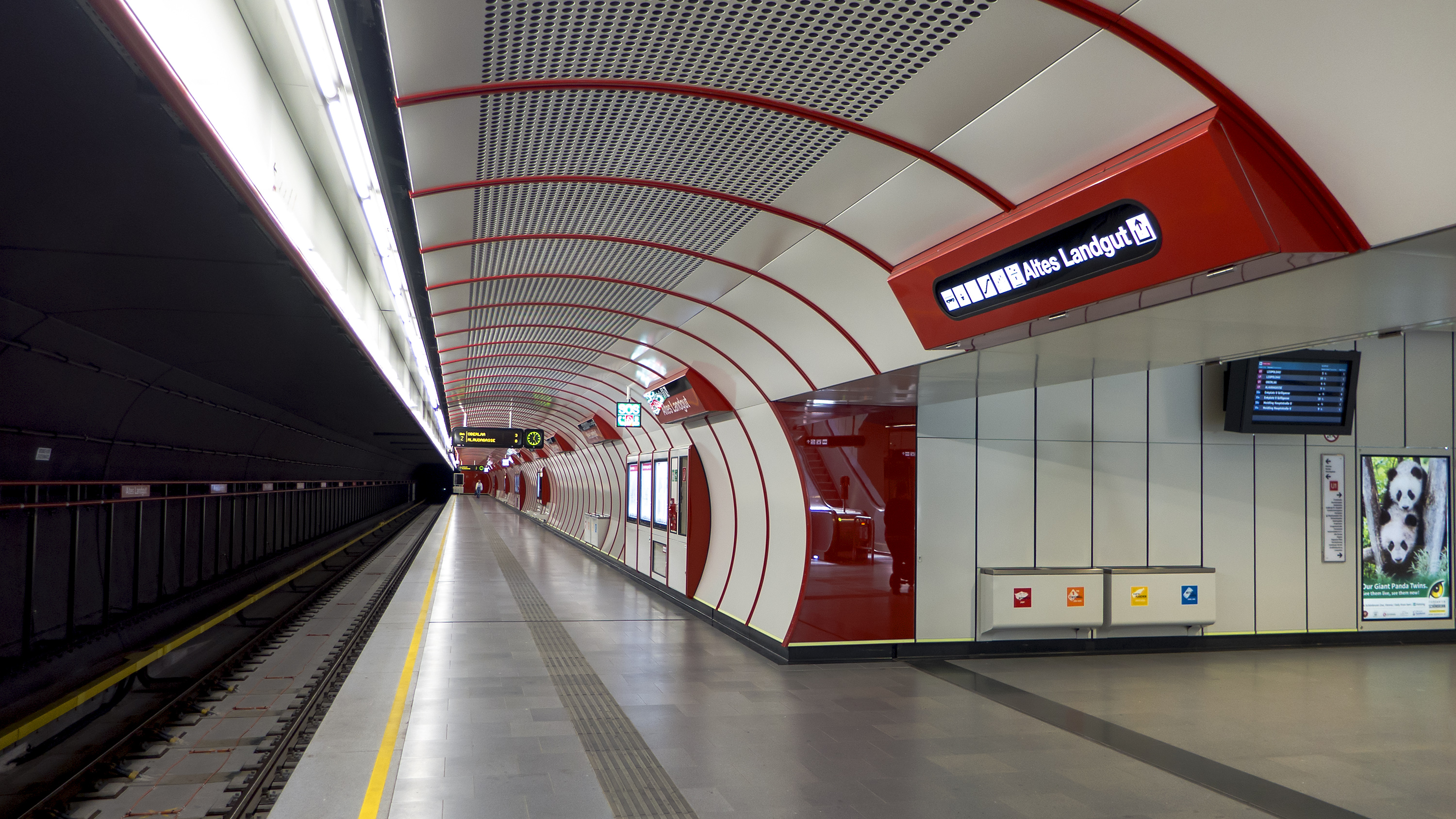
Bahnsteig Fahrtrichtung Oberlaa
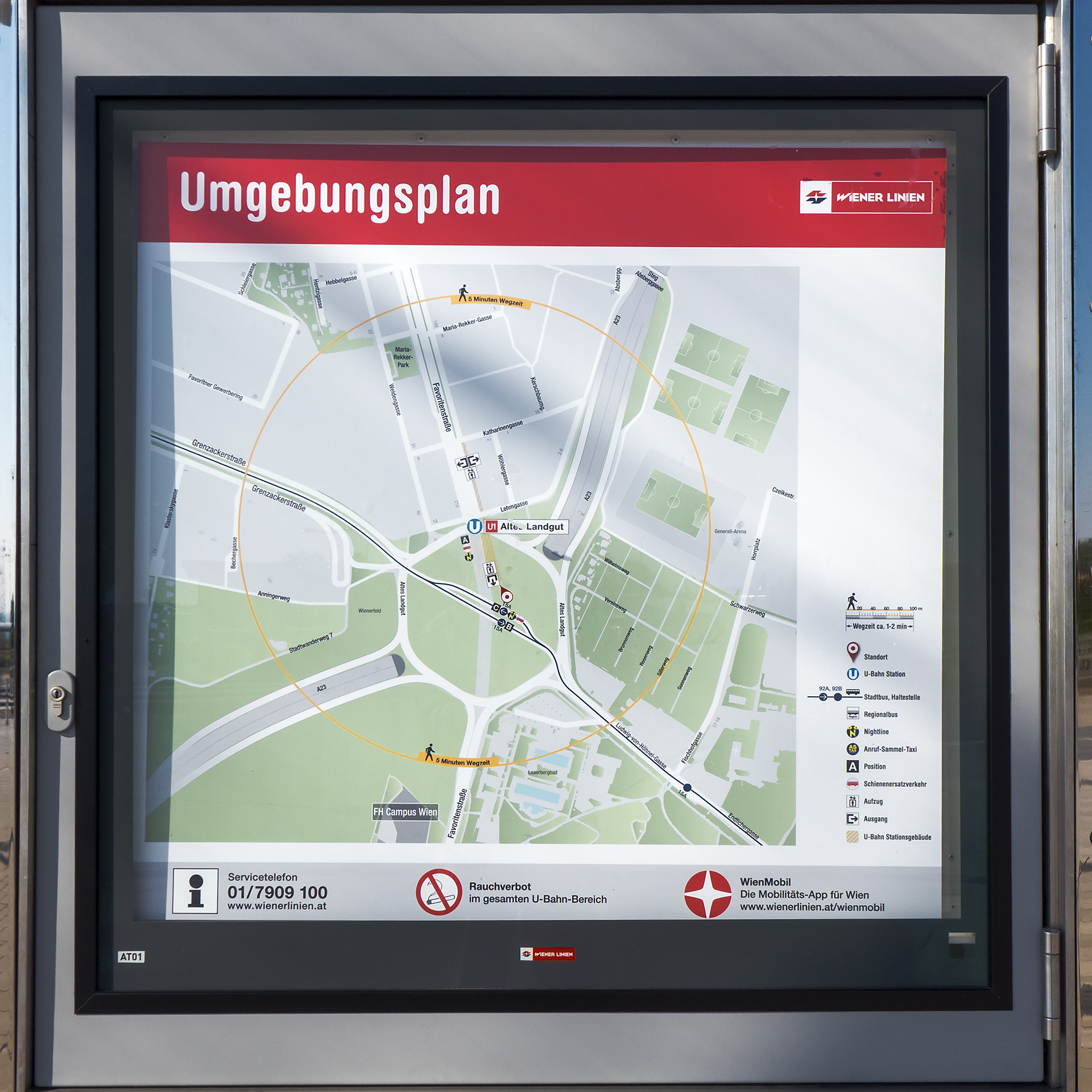
Umgebungsplan
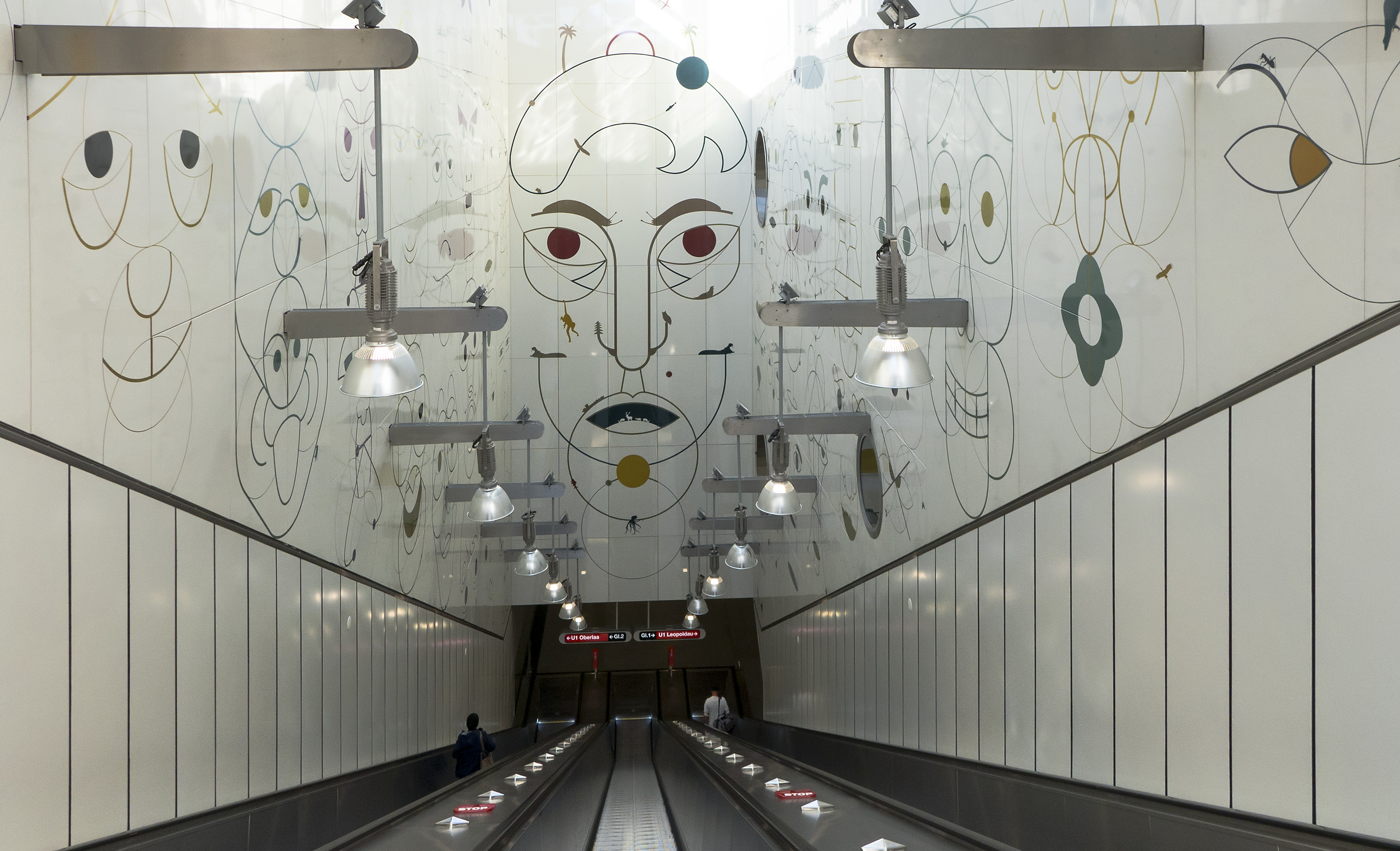
Installation Gesichts-überwachungs-schnecken
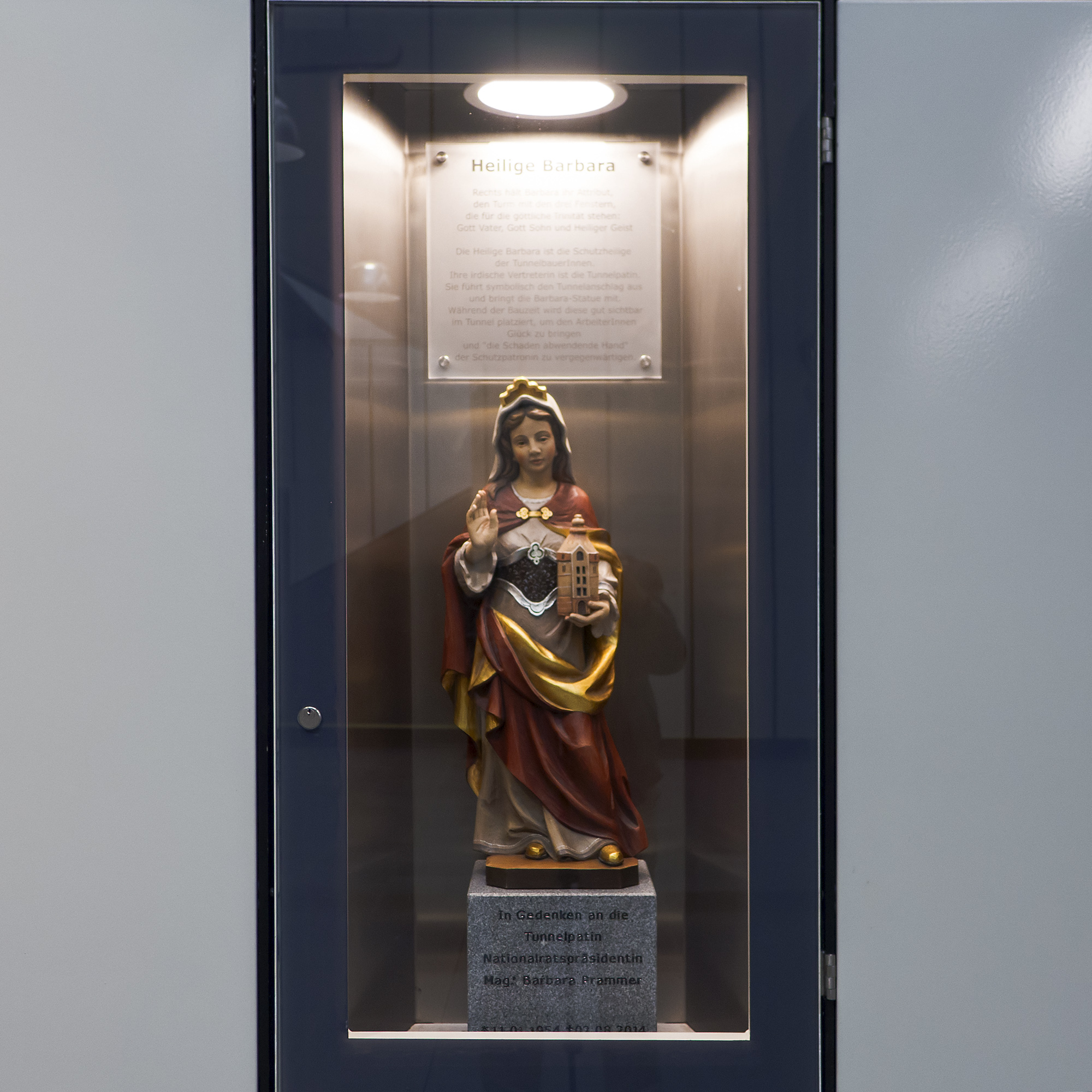
Figur der hl. Barbara